# Ligne U2 du métro de Nuremberg
La ligne U2 du métro de Nuremberg est une ligne de métro allemande en Bavière. Mise en service le 28 janvier 1984, elle constitue la deuxième ligne du métro de Nuremberg, centré autour de Nuremberg. Longue de 13,2 kilomètres, elle relie Flughafen au nord à Röthenbach au sud-ouest.